# Xenofrea monnei
Xenofrea monnei là một loài bọ cánh cứng trong họ Cerambycidae.